# Christina Hoff Sommers

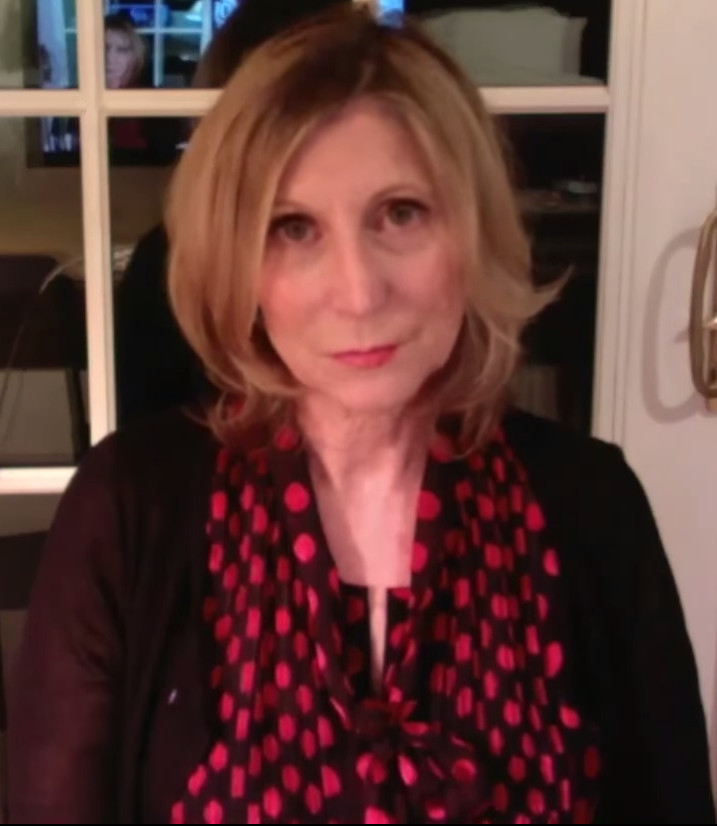
Christina Hoff Sommers

Christina Hoff Sommers (ur. 1950 w Petaluma), amerykańska doktor filozofii, pisarka i były wykładowca etyki w Clark University. Znana z krytyki feminizmu XX wieku. Obecnie pracuje w American Enterprise Institute.
W 1971 ukończyła studia na Uniwersytecie Nowojorskim, a w 1979 – Brandeis University.
Mimo iż jej krytyka uderza w feminizm, sama siebie określa jako należącą do ruchu tzw. "feminizmu równouprawnienia" (equity feminism), jednocześnie obwiniając współczesne feministki m.in. za "irracjonalną wrogość wobec mężczyzn" i "niezdolność przyjęcia możliwości, iż płcie są równe, lecz inne".